# 8489 Boulder
8489 Boulder (1989 TA3) là một tiểu hành tinh vành đai chính được phát hiện ngày 7 tháng 10 năm 1989 bởi E. W. Elst ở Đài thiên văn Nam Âu.